# Czanczati
Czanczati – wieś w Gruzji, w regionie Guria, w gminie Lanczchuti. W 2014 roku liczyła 499 mieszkańców.